# Trimmatom
A Trimmatom a csontos halak (Osteichthyes) főosztályának a sugarasúszójú halak (Actinopterygii) osztályába, ezen belül a sügéralakúak (Perciformes) rendjébe, a gébfélék (Gobiidae) családjába és a Gobiinae alcsaládjába tartozó nem.

## Rendszerezés
A nembe az alábbi 7 faj tartozik:
- Trimmatom eviotops (Schultz, 1943)
- Trimmatom macropodus Winterbottom, 1989
- Trimmatom nanus Winterbottom & Emery, 1981 - típusfaj
- Trimmatom offucius Winterbottom & Emery, 1981
- Trimmatom pharus Winterbottom, 2001
- Trimmatom sagma Winterbottom, 1989
- Trimmatom zapotes Winterbottom, 1989